# Journal of Cardiovascular Pharmacology
Das Journal of Cardiovascular Pharmacology, abgekürzt J. Cardiovasc. Pharmacol., ist eine wissenschaftliche Fachzeitschrift, die vom Lippincott Williams & Wilkins-Verlag veröffentlicht wird. Die Zeitschrift erscheint mit zwölf Ausgaben im Jahr. Es werden Arbeiten veröffentlicht, die sich mit der pharmakologischen Beeinflussung des Herzkreislaufsystems beschäftigen.
Der Impact Factor lag im Jahr 2014 bei 2,135. Nach der Statistik des ISI Web of Knowledge wird das Journal mit diesem Impact Factor in der Kategorie Pharmakologie und Pharmazie an 139. Stelle von 254 Zeitschriften und in der Kategorie Herzkreislaufsystem an 60. Stelle von 123 Zeitschriften geführt.